# Miary gdańskie

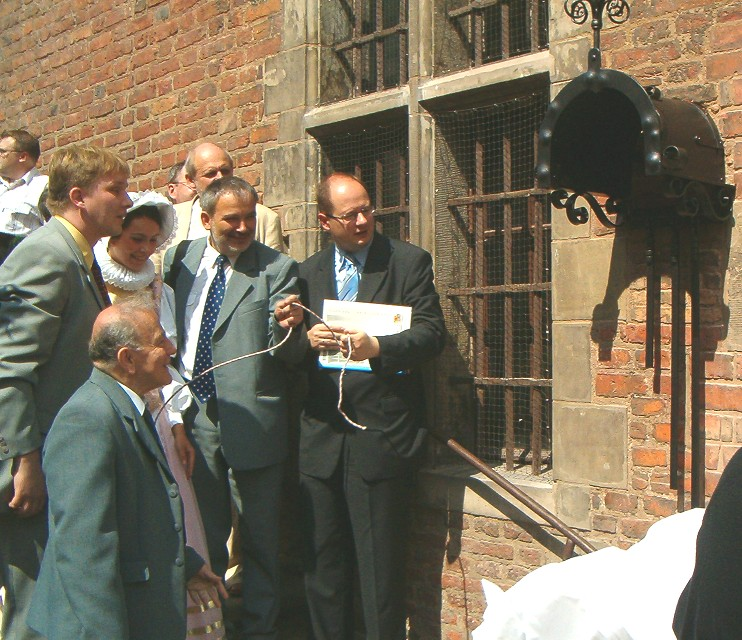
Uroczyste odsłonięcie gdańskich wzorców miar na fasadzie Ratusza Głównego Miasta, zrekonstruowanych w 2005 z inicjatywy Akademii Rzygaczy (pierwszy z prawej Paweł Adamowicz)

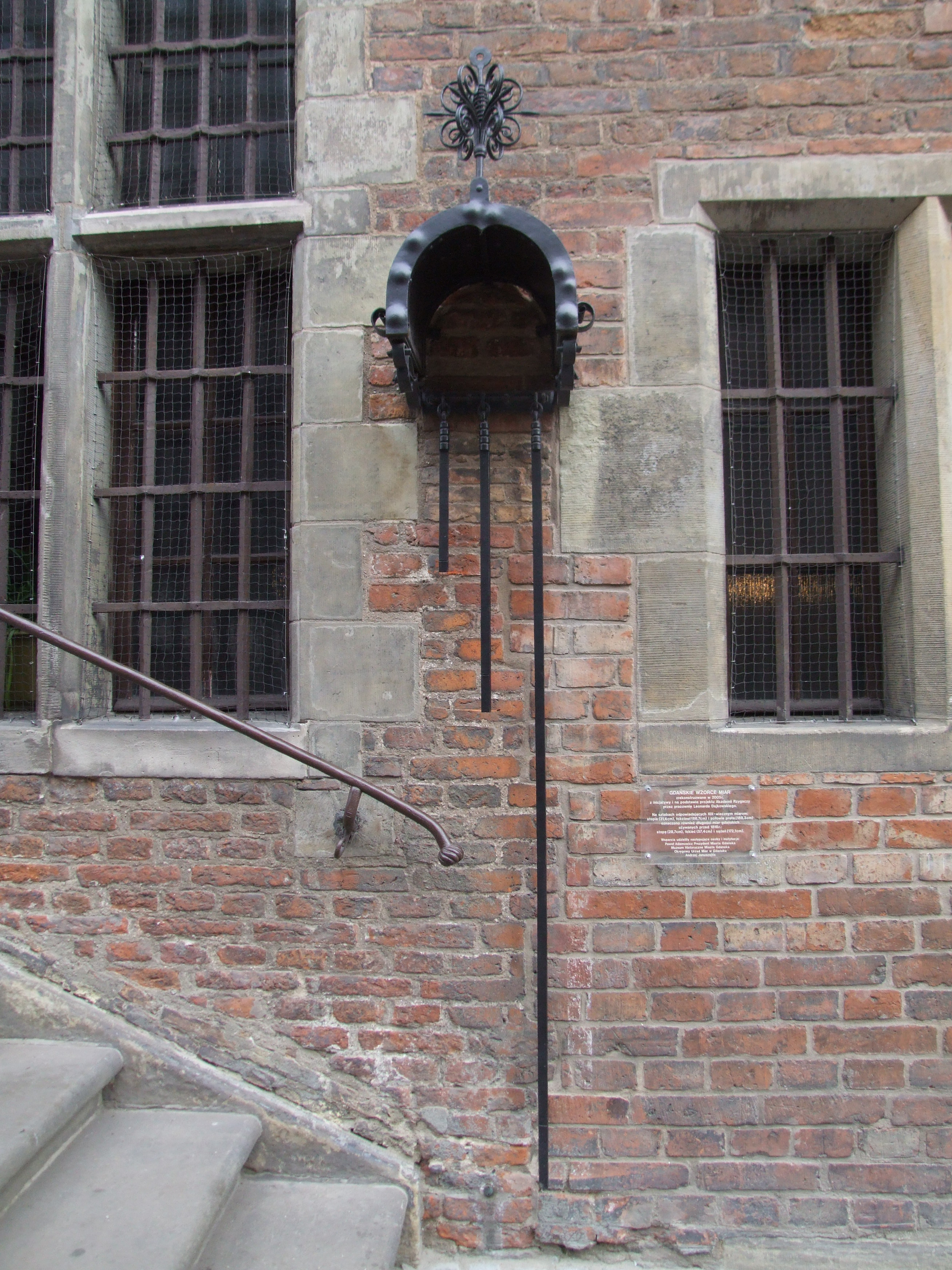
Miary gdańskie na fasadzie ratusza

Miary gdańskie – system miar handlowych używany do początku XIX w. w Gdańsku. Stosowany nadal po wprowadzeniu w 1816 miar pruskich i niemieckich. Były stosowane w handlu zbożem i towarami importowanymi.

## Podstawowe jednostki

### miary długości
- 1 pręt gdański (Rute) = 7,5 łokcia = 15 stóp = 180 cali = 4,26 m
- 1 sążeń (Klafter) = 3 łokcie = 6 stóp = 1,71 m
- 1 łokieć (Elle) = 2 stopy = 24 cale = 57,38 cm
- 1 stopa (Schuh) = 12 cali = 28,69 cm

### miary objętości
- 1 garniec gdański (Metze) = 3,42 l
- 1 ćwierć (Viertel) = 4 garnce = 13,68 l
- 1 korzec (Scheffel) = 4 ćwierci = 54,74 l (po 1816 r. = 54,96 l)
- 1 łaszt (Last) = 60 korcy = 3284,4 l (po 1816 r. w morskim handlu zbożem = 65,5 korca = 3105 l)

### miary masy
- 1 funt gdański = 0,4341 kg
- 1 cetnar = 120 funtów = 52,085 kg